# シンガーズセレクション
シンガーズセレクション（Singer's Selection)通称：シンセレは、2013年より、おもに都内（渋谷・新宿）のクラブやライブハウスにて開催されている若手登竜門イベント。
近年はメジャーアーティストを輩出したり、メジャーアーティストがゲスト出演の回や、男性アーティストだけのイベント、女性アーティストのイベントなど、趣旨によって様々なイベント展開をしている。

## 概要
シンセレは、作曲家、兼、主催の真平により2013年2月より江小田クラブドロシーにて、70人の規模で初開催。その後、渋谷・新宿に拠点を移し、月に２～３回のペースでイベントを開催し続けている。
出演ジャンルの傾向について、開始当初は男性シンガーを集結させていたが、近年は女性アーティストと、男性アーティストとに分けて開催されるイベントをも行っている。
コンセプトは、「音楽で人を幸せに」。

## 歴史
| 年   | 日付     | 内容 | 動員数     |
| ---- | -------- | --- | ---------- |
| 2013 | 2月      | 作曲家・真平と若手シンガーとのセッションを目的に、江古田クラブドロシーにて初開催。                                                        | 70人       |
| 2014 | 3月      | イベント開催拠点を、渋谷に移しHAZARDにて毎月1回開催                                                                                       | 120人      |
| 2015 | 2月      | 渋谷Gladにて、２周年記念イベントを開催 | 140人      |
|      | 10月     | 渋谷Star Lounge、Gladを中心に毎月2回開催                                                                                                  | 300人      |
|      | 12月     | 渋谷VUENOSにて初のイベントを開催 | 170人      |
| 2016 | 2月      | 渋谷Star Loungeにて３周年記念イベントを開催                                                                                               | 150人      |
|      | 12月20日 | Club asiaにて初のイベントを開催 | 250人      |
| 2017 | 1月      | 新大久保代アニLIVEステーションにて 初のシンセレ新年会イベントを開催                                                                       | 150人      |
|      | 2月      | 渋谷Star Loungeにて４周年記念イベントを開催                                                                                               | 200人      |
|      | 2月      | VUENOSにて４周年記念イベント後夜祭を開催                                                                                                  | 150人動員) |
|      | 7月より  | 女性アーティスト限定の派生イベント 「シンセレ特別編!!女性アーティスト祭」を開催                                                           |            |
|      | 12月22日 | Club asiaでのイベント終了後に、2018年2月21日新宿ReNYでのイベント開催を発表                                                                | 250人      |
| 2018 | 1月      | シンセレ新年会イベントにて、５周年記念ツアーイベントの開催が決定 (2月14日渋谷Star Lounge、2月16日代アニLIVEステーション、2月21日新宿ReNY) |            |
|      | 2月21日  | 新宿ReNYにて初のイベントを開催 | 300人      |
|      | 4月23日  | 渋谷VUENOSでのイベントにて8月22日新宿ReNYでのイベント開催を発表!!                                                                         | 150人      |
|      | 7月26日  | 派生イベント「シンセレ特別編!!女性アーティスト祭」の １周年イベントをClub asiaにて開催                                                    | 170人      |
|      | 8月22日  | 新宿ReNYにてシンセレ夏休みSPを開催 | 350人      |

## 主な開催地
渋谷 - Club Aisa , VUENOS , Star Lounge
新宿 - 新宿ReNY , 代アニLIVEステーション

## 主な出演者
- シクラメン
- NOBU
- H!de
- サスケ
- Honey L Days
- シキドロップ
- TRYZERO
- BUZZ-ER
- Luv
- 前田紘利TJ
- TAKUYA(COLOR CREATION)
- gra-DOLL
- 上原奈美
- CHERRSEE
- ROZE
- consado
- Misaki(Dancing Dolls)
- MC ニシガキ